# Xanthorhoe albilinea
Xanthorhoe albilinea là một loài bướm đêm trong họ Geometridae.